# Tausend Fenster
Chansons représentant l'Autriche au Concours Eurovision de la chanson
Warum es hunderttausend Sterne gibt
(1967) Musik
(1971)
Tausend Fenster (« Mille fenêtres ») est une chanson composée par Udo Jürgens et interprétée par le chanteur tchèque Karel Gott, sortie en 45 tours en 1968.
C'est la chanson représentant l'Autriche au Concours Eurovision de la chanson 1968.
Outre l'allemand, Karel Gott a également enregistré la chanson dans deux versions différentes en anglais sous les titres Thousand Windows et For Loving Me (« De m'aimer »), en français sous le titre Solitude, ainsi qu'en tchèque, langue natale du chanteur, sous le titre Vítám vítr v údolí (« J'accueille le vent dans la vallée »).

## À l'Eurovision

### Sélection
Après être sélectionné en interne par le radiodiffuseur autrichien ORF, Tausend Fenster a été choisie pour représenter l'Autriche au Concours Eurovision de la chanson 1968 le 6 avril à Londres (Angleterre), au Royaume-Uni.
Udo Jürgens, le compositeur de Tausend Fenster, a auparavant lui-même été sélectionné pour représenter l'Autriche à l'Eurovision à trois reprises consécutives : en 1964 avec Warum nur, warum?, en 1965 avec Sag ihr, ich lass sie grüßen et finalement en 1966 avec la chanson gagnante Merci, Chérie.

### À Londres
La chanson est intégralement interprétée en allemand, langue nationale de l'Autriche, comme l'impose la règle entre 1966 et 1972. L'orchestre est dirigé par Robert Opratko.
Tausend Fenster est la quatrième chanson interprétée lors de la soirée, suivant Quand tu reviendras de Claude Lombard pour la Belgique et précédant Nous vivrons d'amour de Chris Baldo et Sophie Garel pour le Luxembourg.
À l'issue du vote, elle obtient 2 points et se classe 13e — à égalité avec Guardando il sole de Gianni Mascolo pour la Suisse et Stress d'Odd Børre pour la Norvège — sur 16 chansons,.

## Liste des titres
| A1. | Tausend Fenster         | Walter Brandin      | Udo Jürgens | 3:08 |
| B1. | Aber du glaubst an mich | Rudolf-Günter Loose | Udo Jürgens | 2:33 |

## Historique de sortie
| Pays                 | Titre                                             | Date | Format   | Label     |
| -------------------- | ------------------------------------------------- | ---- | -------- | --------- |
| Allemagne de l'Ouest | Tausend Fenster                                   | 1968 | 45 tours | Polydor   |
| Autriche,            | Tausend Fenster                                   | 1968 | 45 tours | Polydor   |
| Espagne              | Solitude                                          | 1968 | 45 tours | Hispavox  |
| France,              | Solitude Tausend Fenster                          | 1968 | 45 tours | Columbia  |
| Tchécoslovaquie,     | Vítám vítr v údolí Thousand Windows For Loving Me | 1968 | 45 tours | Supraphon |
| Tchécoslovaquie,     | Vítám vítr v údolí                                | 1969 | 45 tours | Supraphon |